# علي الشوك
علي الشوك (1929 - 12 يناير 2019)، هو كاتب روائي وأديب وباحث عراقي وأحد رموز الثقافة العراقية المعاصرة. بزغ نجم علي الشوك في الوسط الثقافي العراقي منذ خمسنيات من القرن العشرين، تعرّض للاضطهاد في العهد الملكي، واعتقل بعد انقلاب 8 شباط الاسود.
ولد علي الشوك في كرادة مريم - بغداد عام 1929، وحين أكمل المرحلة الثانوية، ابتُعِث إلى الجامعة الأميركية في بيروت عام 1947 لدراسة الهندسة المعمارية التي لم يخترها بنفسه، وسوف يبدّل اختصاصه في بيركلي ليدرس الرياضيات. أفاد من بيروت، التي يعتبرها مدرسته الأولى، من التعامل مع اللغة والتاريخ والأسطورة بفضل البروفسور أنيس فريحة. أما بيركلي التي درس فيها الرياضيات، فقد فتحت شهيته على الموسيقى وأتاحت له مشاهدة معظم أوبرات فيردي، وفاغنر، وموتسارت وسواهم من كبار المبدعين الذين سيسهمون في تأسيس ذائقته الموسيقية.

## وفاته
توفي 12 يناير 2019 في أحد مستشفيات لندن بعد معاناة طويلة مع المرض، عن عمر ناهز التسعين عاما.

## من مؤلفاته
- «الكتابة والحياة»، مذكراته (2017).
- رواية: «الأوبرا والكلب»
- رواية: «مثلث متساوي الساقين»
- رواية: «فتاة من طراز خاص»
- رواية: «فرس البراري»
- كتاب: «الأطروحة الفنطازية» (1970).

## وصلات خارجية
- صفحة كتبع على موقع غودريدرز goodreads